# میگل ونتورا ترا
 میگل ونتورا ترا (انگلیسی: Miguel Ventura Terra؛ ۱۸۶۶ – ۱۹۱۹) یک معمار اهل پرتغال بود.